# Yusuf ibn Tashfin

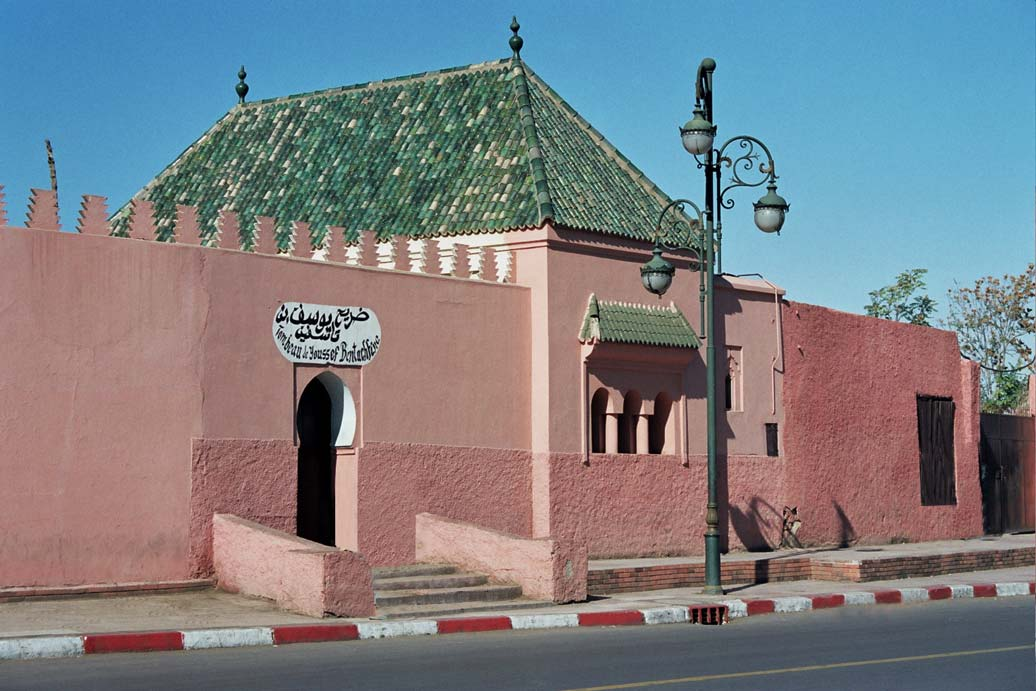
Graftombe van koning Yusuf Ibn Tashfin in Marrakesh.

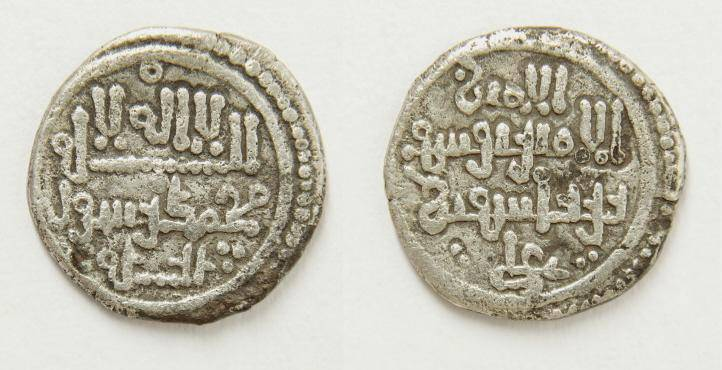
Munten uit de tijd van Emir Yusuf ibn Tashfin

Yusuf Ibn Tashfin of Tashafin (Tamazight: ⵢⵓⵙⴼ ⵓ ⵜⴰⵛⴼⵉⵏ) (ca. 1009 – 2 september, 1106) regeerde van 1087 tot 1106 als de Berberse Almoraviden-heerser in de Maghreb en Al-Andalus.

## Geschiedenis
Hij was een neef van Abu Bakr ibn Umar en kreeg in diens afwezigheid het commando in Marokko. In 1073, bij de terugkeer van Abu Bakr, greep hij de macht, maar hij bleef Abu Bakr erkennen als de leider van de Almoraviden. Hij bouwde het in 1070 gestichte Marrakesh uit tot hoofdstad van het rijk. In mei 1071 huwde hij Zaynab an-Nafzawiyyat, dochter van Ibrahim an-Nafzawi, een Berberse handelaar uit Kairouan. Zij was eerder de vrouw geweest van Abu Bakr ibn Umar.
Nadat hij het noorden van Marokko en Algerije tot Algiers aan het rijk had toegevoegd, werd hij door een aantal Taifa-koninkrijken in Spanje te hulp geroepen en hij stak met een leger de Straat van Gibraltar over. In 1086 versloeg hij Alfonso VI van Castilië en León bij de Zallaqa. Hij voegde later Moors Spanje bij zijn rijk, met uitzondering van Valencia (dat door El Cid verdedigd werd tot 1102) en Zaragoza.
In 1098 verleende de Abbasidische kalief Al-Mustazhir hem de titel amir al-muslimin (Aanvoerder van de Gelovigen).
Hij stierf in 1106 en werd opgevolgd door zijn zoon Ali ibn Yusuf, die regeerde tot aan zijn dood in 1142.

## Trivia
- In de film El Cid van 1961 komt Yusuf ibn Tashfin voor als Ben Yusuf.
- Yusuf ibn Tashfin verschijnt in Age of Empires II: The Conquerors als een van de belangrijkste antagonisten in de El Cid-campagne.